# 피의 일요일 (1920년)
피의 일요일 (Blood Sunday)는 1920년 11월 21일 아일랜드 더블린의 크로스파크 경기장에서 아일랜드식 축구경기가 벌어지고 있던 중, 영국군이 쏜 총에 맞아 선수와 관중 14명이 숨지고 60여 명이 부상당한 사건이다. 아일랜드 공화국군 (IRA) 이 영국 정보 요원을 암살한 데 대한 보복으로 일어난 사건으로 알려져 있으며, 사건 발생일이 일요일이어서 아일랜드에서는 그 날을 '피의 일요일'이라고 부르게 되었다.
일주일 뒤 아일랜드 측이 영국군 정찰대 18명을 살해했다. 보복에 보복이 거듭되었고 전쟁 규모로까지 확대되었다. 1921년 1월에서 7월까지 6개월 동안 양측의 군인과 민간인을 합해 1,000명 이상의 희생자가 발생하였다. 희생이 커지자 양측은 결국 1921년 12월 6일 런던에서 휴전 협약을 맺었다. 이로써 아일랜드는 마침내 자치를 인정받게 되었다.